# Sali (Horvátország)
Sali (olaszul Sale) falu és község Horvátországban, Zára megyében, Dugi Otok szigetén.

## A község (járás) települései
A községhez (járáshoz) 12 település tartozik:  Božava, Brbinj, Dragove, Luka, Sali, Savar, Soline, Veli Rat, Verunić, Zaglav, Zverinac és Žman.

## Fekvése
Zárától légvonalban 21 km-re délre, a Dugi-sziget délkeleti felén, az északkeleti parton, egy öbölben fekszik. Sali a sziget legnagyobb települése, kulturális és gazdasági központja. A települést nagy kiterjedésű olajfaültetvények övezik több ezer fával.
A községhez (járáshoz) Dugi Otok fősziget mellett több más környező kisebb sziget is tartozik, például Aba Mala, Bršćak, Buč Veli, Buč Mali, Burnji Školj, Donji Školj, Garmenjak Mali, Glamoč, Golac, Gornja Aba, Katina, Krknata, Luški Otok, Magarčić, Mali Lagan, Mežanj, Mrtonjak, Lavdara Vela, Lavdara Mala, Sestrica Mala, Sestrica Vela, Šilo, Sparušnjak, Trimulić Veli, Trstikovac, Tukošćak, Veli Garmenjak, Veli Lagan, Veli Planatak, Zverinac. Közülük csak Zverinac lakott.

## Története
A település Nagyboldogasszony plébániájának első írásos említése a 12. század elején 1105-ben történt, amikor Kálmán magyar király Salit a zárai Szűz Mária-kolostornak adta. Hosszú évszázadokon át a sziget legnépesebb települése volt, ahol a lakosság fő bevételi forrása a só (latinul sal) volt, amelyről a falu a nevét is kapta. Közelében egy kőbánya is volt, ahonnan kiváló minőségű követ bányásztak, de fekvése nagyon kedvező volt a halászat számára is. Sali a Zárai-szigetvilággal együtt évszázadokig Zára városához tartozott, majd 1409-től a Velencei Köztársaság uralma alá került. A velencei uralom idején lakóinak kizárólagos joga volt a közeli Kornat-sziget körüli halászatra. A 17. században súlyos károk érték az ulcinji kalózok támadásának következtében.
A 17. és 18. században elsősorban a tengerpart irányában terjeszkedett. A 18. század végén Napóleon megszüntette a Velencei Köztársaságot. Dugi Otok szigete 1797 és 1805 között Habsburg uralom alá került, majd az egész Dalmáciával együtt a napóleoni Francia Császárság része lett. 1815-ben a bécsi kongresszus újra Ausztriának adta, amely a Dalmát Királyság részeként Zárából igazgatta 1918-ig. A településnek 1857-ben 449, 1910-ben 880 lakosa volt. lakóinak többsége olasz eredetű vezetékneveket viselt. Az első világháborút követően előbb a Szerb-Horvát-Szlovén Királyság, majd Jugoszlávia része lett. A falunak 2011-ben 740 lakosa volt, akik hagyományosan halászattal és újabban egyre inkább turizmussal foglalkoznak. A településen működik a “Mardešić” halkonzervgyár saját halászflottával és halfeldolgozóval. Környékén olajbogyót és fügét termesztenek.

## Lakosság
| Lakosság változása | Lakosság változása | Lakosság változása | Lakosság változása | Lakosság változása | Lakosság változása | Lakosság változása | Lakosság változása | Lakosság változása | Lakosság változása | Lakosság változása | Lakosság változása | Lakosság változása | Lakosság változása | Lakosság változása | Lakosság változása |
| ------------------ | ------------------ | ------------------ | ------------------ | ------------------ | ------------------ | ------------------ | ------------------ | ------------------ | ------------------ | ------------------ | ------------------ | ------------------ | ------------------ | ------------------ | ------------------ |
| 1857               | 1869               | 1880               | 1890               | 1900               | 1910               | 1921               | 1931               | 1948               | 1953               | 1961               | 1971               | 1981               | 1991               | 2001               | 2011               |
| 449                | 644                | 586                | 713                | 830                | 880                | 1.117              | 1.097              | 1.230              | 1.227              | 1.178              | 1.106              | 877                | 1.190              | 769                | 740                |

## Nevezetességei
- Sali környékének legnagyobb természeti látványossága a Telašćica Természetvédelmi Park a településtől délre és nyugatra terül el. A parkot három egyedülálló természeti képződmény alkotja. Az első maga a park névadója Telašćica-öböl az Adria térségének egyik legnagyobb és legbiztonságosabb öble, amely mintegy 8 km mélységben nyúlik be a Dugi Otok délkeleti részébe és legnagyobb szélessége 1,6 km. Az öblön belül 25 kisebb öböl, hegyfok és 5 szigetecske található. Kedvező fekvésének köszönhetően teljesen védett az erős adriai széltől a bórától. Neve valószínűleg a latin „tre lagus” (három tó) kifejezésből származik. A második látványosságot a Dugi Otok sziklái képezik, melyek helyi elnevezése "Stene". A sziklák mintegy 160 méterrel emelkednek a tenger szintje fölé, a tenger pedig 85 méter mély a sziklák lábánál. A harmadik és talán mind közül a legnagyobb látványosság a "Mir" nevű sóstó a park délnyugati részén található. A Telašćica-öböl és a nyílt tenger között keskeny földnyelven helyezkedik el. Hosszúsága mintegy 900 méter, a szélessége pedig 300, legmélyebb pontján a vízmélység eléri a 6 métert. Magas sótartalma részben az intenzív párolgásnak, részben annak köszönhető hogy a tavat földalatti csatornák kötik össze a tengerrel, így a sós tengervíz folyamatosan táplálja a vizét. Medrét a délkeleti oldalon gyógyhatású iszap borítja. Élővilága a magas sótartalom miatt szegényes, csak néhány ehhez jól alkalmazkodó tengeri élőlény található benne. A parkhoz még a környező 13 kisebb-nagyobb sziget is hozzá tartozik. A Telašćica-öböl környékét rendkívül gazdag állat- és növényvilága, valamint természeti látványosságai miatt 1980-ban nyilvánították védetté, 1988-ban pedig megkapta a természetvédelmi park státuszt.[5]
- Sali Nagyboldogasszony tiszteletére szentelt templomát[6] már 1350-ben említik. A mai templom 1465-ben épült gótikus stílusban, 1581-ben bővítették, 1871-ben és 1895-ben megújították. Háromhajós épület sekrestyével. Főoltára fából készült, gazdagon faragva és aranyozva a 17. században. Oltárképén Mária mennybevitelének ábrázolása látható angyalokkal és szentekkel. A főoltáron kívül még öt márvány oltára van a Kármelhegyi boldogasszony, a Szentlélek, a Rózsafüzér királynője, Jézus szentséges szíve és a Lourdes-i Szűzanya tiszteletére szentelve. Két további oltárképe Borromei Szent Károlyt és a Kisboldogasszonyt ábrázolja. Értékes képei még a 15. századi Mária gyermekével és Krisztus halála alkotások. A homlokzat feletti harangtoronyban két kis harang látható. A templom körül lapidárium található, ahol glagolita feliratos régi sírkövek láthatók. A temető a templom északi oldalán fekszik.[2]
- A Sali harangtornyot a régi torony alapjain építették 1983-ban Alenka Sabljak tervei szerint. Magassága 18,30 méter. Két harangját 1922-ben öntötték.[2]
- A település közepén álló, Szent Rókus tiszteletére szentelt fogadalmi temploma[7] 1579-ben épült, 2000-ben megújították. A homlokzat feletti harangtoronyban egy harang található, mely még 1579-ből származik. Márvány oltárának képén a Szűzanya a gyermek Jézussal, Szent Sebestyénnel és Szent Rókussal látható.[2]
- A kikötőben (“Porat”) álló Szent Miklós templomot[8] 1583-ban építették. A Gverini család fogadalmi temploma. 1999-ben a Horvát Kulturális Minisztérium anyagi támogatásával újították meg. Kőből faragott oltárát márvánnyal díszítették. Oltárképe az apszisban a Szeplőtelen fogantatást ábrázolja Szent Miklóssal és Assisi Szent Ferenccel.[2]
- A dugo poljei Páduai Szent Antal templom 1913-ban épült. Márvány oltárán a szent fából faragott szobra áll. 1926-ban a templom elé nyitott előteret építettek, ahová eső esetén a hívek behúzódhatnak. Minden évben a szent ünnepén a június 13-át követő vasárnap a helyiek körmenetet tartanak. A megújított templomot 1990. június 17-én szentelte fel Ivan Prenđa zárai érsek, akinek főpásztori szolgálata során ez volt az első Zárán kívüli cselekedete.[2]
- A kikötő bejáratánál is áll egy kis templom, melyet 1946-ban építettek a korábban lebontott, még 1904-ben épített templom helyett. Oltárán Szűz Mária fából faragott szobra áll. Misét csak Kisboldogasszony ünnepén (szeptember 8.) tartanak benne.[2]
- A piškerai halászok Kisboldogasszony temploma 1560-ban épült. Egyhajós épület apszissal és harangtoronnyal, melyben új harang található. Régen saját káplánja volt aki együtt élt és dolgozott a halászokkal. A II. világháború idején partizánkórháznak rendezték be. 1992-ben szentelték fel és adták át a híveknek újra. Mint az adriai halászok fogadalmi templomában évente július utolsó szombatján tartanak benne misét.[2]
- Az ókeresztény Szent János templom a stivanj mezei régészeti lelőhelyen található.[9] Első említése már nagyon korán 1064-ben, vagy 1065-ben történt, amikor „cela Sancti Iohannis” néven említik. Romjainak feltárásakor kőplasztikák maradványai kerültek elő.[2] Ivo Petricioli horvát régész és művészettörténész a romok egy részét 9. századi román stílusú épület maradványainak tartja,[10] de az újabb kutatások már az 5–6. századra keltezik. A leletek és az írásos dokumentumok alapján a templom egészen a gótika koráig folyamatosan használatban volt.
- Védett műemlék a Petricioli-ház,[11] mely a 17. század első felében épült, és a zárai szigetvilág legjobb állapotban fennmaradt barokk lakóépülete. Mai formáját 1770-80 közötti átépítéssel nyerte. Az ingatlant magas fal veszi körül, lőrésekkel. Az épület alaprajza "U" betű alakú. A kétszintes épület homlokzatát és hátsó részét négy ablaktengely tagolja. A házba egy gazdagon díszített barokk portálon keresztül jutunk be. A legérdekesebb részei a jó állapotban megmaradt barokk asztalos és lakatosmunkák.
- Ugyancsak védett a Rančić-ház ,[12] mely a település Zmorašnje selo nevű részén található. A ház a népi lakóépítészet jellegzetességeivel rendelkezik, de bizonyos elemei a városi építészetet tükrözik. Alaprajza szerint egy hosszúkás, téglalap alakú ház, melynek főhomlokzata nyugati fekvésű. A földszinti háztartási helyiségekre és az emeleti lakószintre oszlik. Az emeletre 16. századi reneszánsz elemekkel rendelkező, fedett tornácos teraszon keresztül jutottak be. A ház faragott kőtömbökből épült, a sarkokban nagyobb kőtömbökkel. Az épület a zárai szigetvilág városias vidéki építészetének egykor reprezentatív lakóépülete volt.
- A Sestrica Vela-Tajer világítótorony[13] 1876-ban épült a Kornati-szigetektől északnyugatra és Dugi Otoktól délkeletre található azonos nevű szigeten. A világítótorony egy fennsíkon épült 47 m tengerszint feletti magasságban. A komplexum egy főépületből, magából a világítótoronyból és egy kisebb melléképületből áll.

## Galéria
- Sali kikötői részlet
- A kikötő látképe
- Sali főutcája
- Meredek utca Salin
- A Telašćica-öböl sziklái
- A Telašćica-öböl